# Прибытковы
Прибытковы — дворянский род.
Фамилии Прибытковых многие российскому престолу служили дворянские службы в разных чинах и жалованы были в 1623 и других годах поместьями.
Определением Воронежского дворянского собрания род Прибытковых внесен в дворянскую родословную книгу, в VI её часть, древнего дворянства.
- Виктор Иванович Прибытков (1837/1840—1910) — отставной капитан 1-го ранга, с 1881 по 1904 год был редактором и издателем еженедельного журнала «Ребус», первого в России периодического издания по спиритизму и магнетизму, владелец усадьбы Прибытково.

## Описание герба
В щите, разделённом перпендикулярно на две части, изображена Подкова, переменяющая вид свой в красном поле в серебро, а в голубом — в золото.
На щите дворянский коронованный шлем. Нашлемник: страусовые перья. Намёт на щите голубой, подложенный золотом (Гербовник IV, 99).